# Colaciticus
Colaciticus is een geslacht van vlinders uit de familie van de prachtvlinders (Riodinidae), onderfamilie Riodininae.
Colaciticus werd in 1910 voor het eerst wetenschappelijk beschreven door Stichel.

## Soorten
Colaciticus omvat de volgende soorten:
- Colaciticus banghaasi Seitz, 1917
- Colaciticus johnstoni (Dannatt, 1904)